# Xenotarsosaurus bonapartei
Lo Xenotarsosauro era un piccolo abelisauride che visse in Argentina, durante il Cretaceo.

## Etimologia
Il nome deriva da "Xenos" (strano), "Tarsos" (tarso) e "Saurus" (sauro).Bonapartei deriva invece da Jose Bonaparte, paleontologo argentino.
Il suo fossile fu scoperto nel 1980 da un geologo, Juan Sciutto, nella provincia di Chubut.

## Descrizione
Lo Xenotarsosauro è stato molto accostato al Carnotaurus, facente parte della stessa famiglia.
Lungo 4,8 metri aveva un femore di 61 centimetri e una tibia di 59, mentre le braccia, come spesso si può notare nei teropodi, erano relativamente corte.